# 400 mètres masculin aux championnats du monde d'athlétisme 2023
Pour des articles plus généraux, voir Championnats du monde d'athlétisme 2023 et 400 mètres aux championnats du monde d'athlétisme.
Navigation
Eugene 2022 Tokyo 2025
L'épreuve du 400 mètres masculin des championnats du monde de 2023 se déroule du 20 au 24 août 2023 au sein du Centre national d'athlétisme à Budapest, en Hongrie.

## Qualification
La période de qualification est comprise entre le 31 juillet 2022 et le 30 juillet 2023. Le minima de qualification est fixé à 45 s 00.

## Résultats

### Séries
Les 3 premiers de chaque série (Q) et les 6 meilleurs temps (q) accèdent aux demi-finales.
| Rang | Série | Athlète                   | Pays              | Temps | Notes |
| ---- | ----- | ------------------------- | ----------------- | ----- | ----- |
| 1    | 3     | Håvard Bentdal Ingvaldsen | Norvège           | 44.39 | Q, NR |
| 2    | 2     | Wayde van Niekerk         | Afrique du Sud    | 44.57 | Q     |
| 3    | 1     | Steven Gardiner           | Bahamas           | 44.65 | Q     |
| 4    | 2     | Matthew Hudson-Smith      | Royaume-Uni       | 44.69 | Q, SB |
| 5    | 6     | Bayapo Ndori              | Botswana          | 44.72 | Q     |
| 6    | 5     | Antonio Watson            | Jamaïque          | 44.77 | Q     |
| 7    | 1     | Kentarō Satō              | Japon             | 44.77 | Q, NR |
| 8    | 2     | Liemarvin Bonevacia       | Pays-Bas          | 44.78 | Q, SB |
| 9    | 2     | Busang Kebinatshipi       | Botswana          | 44.80 | q, PB |
| 10   | 1     | Attila Molnár             | Hongrie           | 44.84 | Q, NR |
| 11   | 5     | Quincy Hall               | États-Unis        | 44.86 | Q     |
| 12   | 3     | Vernon Norwood            | États-Unis        | 44.87 | Q     |
| 13   | 1     | Zakithi Nene              | Afrique du Sud    | 44.88 | q     |
| 14   | 4     | Kirani James              | Grenade           | 44.91 | Q     |
| 15   | 6     | Alexander Doom            | Belgique          | 44.92 | Q, PB |
| 16   | 4     | Fuga Sato                 | Japon             | 44.97 | Q, PB |
| 17   | 4     | Sean Bailey               | Jamaïque          | 44.98 | Q     |
| 18   | 1     | Michael Joseph            | Sainte-Lucie      | 45.04 | q     |
| 19   | 6     | Zandrion Barnes           | Jamaïque          | 45.05 | Q     |
| 20   | 4     | Davide Re                 | Italie            | 45.07 | q, SB |
| 21   | 5     | Yuki Joseph Nakajima      | Japon             | 45.15 | Q     |
| 22   | 3     | Jereem Richards           | Trinité-et-Tobago | 45.15 | Q     |
| 23   | 4     | Leungo Scotch             | Botswana          | 45.20 | q     |
| 24   | 3     | Dylan Borlée              | Belgique          | 45.24 | q     |
| 25   | 6     | Lucas Carvalho            | Brésil            | 45.34 |       |
| 26   | 6     | Manuel Sanders            | Allemagne         | 45.34 |       |
| 27   | 3     | Oleksandr Pohorilko       | Ukraine           | 45.37 |       |
| 28   | 3     | João Coelho               | Portugal          | 45.38 |       |
| 29   | 2     | Elián Larregina           | Argentine         | 45.42 |       |
| 30   | 5     | Lythe Pillay              | Afrique du Sud    | 45.58 |       |
| 31   | 4     | Dubem Nwachukwu           | Nigeria           | 45.60 |       |
| 32   | 4     | Gustav Lundholm Nielsen   | Danemark          | 45.66 | PB    |
| 33   | 5     | Lionel Spitz              | Suisse            | 45.69 |       |
| 34   | 1     | Aruna Dharshana           | Sri Lanka         | 45.70 |       |
| 35   | 1     | Bonface Ontugo Mweresa    | Kenya             | 45.91 |       |
| 36   | 6     | Matěj Krsek               | Tchéquie          | 45.99 |       |
| 37   | 3     | Jonathan Jones            | Barbade           | 46.03 |       |
| 38   | 6     | Bryce Deadmon             | États-Unis        | 46.20 |       |
| 39   | 5     | Karol Zalewski            | Pologne           | 46.53 |       |
| 40   | 5     | Christopher O'Donnell     | Irlande           | 46.76 |       |
| 41   | 2     | Alonzo Russell            | Bahamas           | 46.95 |       |
|      | 5     | Desean Anju L Boyce       | Barbade           |       | DNF   |
|      | 2     | Anthony Zambrano          | Colombie          |       | DQ    |
|      | 4     | Carl Bengtström           | Suède             |       | DQ    |
|      | 3     | Ricky Petrucciani         | Suisse            |       | DNS   |

### Demi-finales
Les 2 premiers de chaque série (Q) et les 2 meilleurs temps (q) accèdent à la finale.
| Rang | Série        | Athlète                   | Pays              | Temps | Notes |
| ---- | ------------ | ------------------------- | ----------------- | ----- | ----- |
| 1    | 1            | Antonio Watson            | Jamaïque          | 44.13 | Q, PB |
| 2    | 1            | Vernon Norwood            | États-Unis        | 44.26 | Q, PB |
| 3    | 2            | Matthew Hudson-Smith      | Royaume-Uni       | 44.26 | Q, AR |
| 4    | 3            | Quincy Hall               | États-Unis        | 44.43 | Q     |
| 5    | 2            | Kirani James              | Grenade           | 44.58 | Q     |
| 6    | 1            | Wayde van Niekerk         | Afrique du Sud    | 44.65 | q     |
| 7    | 2            | Håvard Bentdal Ingvaldsen | Norvège           | 44.70 | q     |
| 8    | 1            | Jereem Richards           | Trinité-et-Tobago | 44.76 |       |
| 9    | 2            | Fuga Sato                 | Japon             | 44.88 | PB    |
| 10   | 3            | Sean Bailey               | Jamaïque          | 44.94 | Q     |
| 11   | 1            | Kentarō Satō              | Japon             | 44.99 |       |
| 12   | 1            | Attila Molnár             | Hongrie           | 45.02 |       |
| 13   | 3            | Yuki Joseph Nakajima      | Japon             | 45.04 | PB    |
| 14   | 2            | Liemarvin Bonevacia       | Pays-Bas          | 45.23 |       |
| 15   | 3            | Davide Re                 | Italie            | 45.29 |       |
| 16   | 2            | Zandrion Barnes           | Jamaïque          | 45.38 |       |
| 17   | 1            | Michael Joseph            | Sainte-Lucie      | 45.50 |       |
| 18   | 3            | Alexander Doom            | Belgique          | 45.57 |       |
| 19   | 2            | Dylan Borlée              | Belgique          | 45.59 |       |
| 20   | 3            | Zakithi Nene              | Afrique du Sud    | 45.64 |       |
| 21   | 1            | Leungo Scotch             | Botswana          | 45.96 |       |
| 22   | 2            | Busang Kebinatshipi       | Botswana          | 46.39 |       |
|      | 3            | Steven Gardiner           | Bahamas           |       | DNF   |
| 3    | Bayapo Ndori | Botswana                  |                   |       | DNF   |

### Finale
| Rang               | Athlète                   | Pays           | Temps   | Notes |
| ------------------ | ------------------------- | -------------- | ------- | ----- |
| Médaille d'or      | Antonio Watson            | Jamaïque       | 44 s 22 |       |
| Médaille d'argent  | Matthew Hudson-Smith      | Royaume-Uni    | 44 s 31 |       |
| Médaille de bronze | Quincy Hall               | États-Unis     | 44 s 37 | PB    |
| 4                  | Vernon Norwood            | États-Unis     | 44 s 39 |       |
| 5                  | Sean Bailey               | Jamaïque       | 44 s 96 |       |
| 6                  | Håvard Bentdal Ingvaldsen | Norvège        | 45 s 08 |       |
| 7                  | Wayde van Niekerk         | Afrique du Sud | 45 s 11 |       |
|                    | Kirani James              | Grenade        | DQ      |       |

## Légende
Records et Performances
- AR : Record continental (area record)
- CR : Record des championnats (championship record)
- MR : Record du meeting (meet record)
- NR : Record national (national record)
- OR : Record olympique (olympic record)
- PR : Record paralympique (paralympic record)
- PB : Record personnel (personal best)
- SB : Meilleure performance personnelle de la saison (season's best)
- WL : Meilleure performance mondiale de l'année (world leader)
- WJR : Record du monde junior (world junior record)
- WR : Record du monde (world record)

Circonstances et Conditions
- DNF : N'a pas terminé (did not finish)
- DNS : N'a pas pris le départ (did not start)
- DQ : Disqualification (disqualification)
- NM : Aucun essai valable enregistré (No Mark)
- Q : Qualifié « directement » au prochain tour (ou à la prochaine compétition), lors d'une compétition majeure, grâce au classement ou à la réalisation des minima (automatic qualifier)
- q : Qualifié au prochain tour (ou à la prochaine compétition), lors d'une compétition majeure, grâce au repêchage ou à la réalisation de l'une des meilleures performances parmi celles des « non qualifiés directement » (grâce au meilleur temps ou à la meilleure distance par exemple) (secondary qualifier)